# Astridia alba
Astridia alba är en isörtsväxtart som först beskrevs av L. Boi., och fick sitt nu gällande namn av L. Bol. Astridia alba ingår i släktet Astridia och familjen isörtsväxter. Inga underarter finns listade i Catalogue of Life.